# Chuck Gardner
Charles Rutland Gardner, detto Chuck (Lincoln, 30 settembre 1944), è un ex cestista statunitense, professionista nella ABA.

## Carriera
Venne selezionato dai Baltimore Bullets al nono giro del Draft NBA 1966 (80ª scelta assoluta).